# Suwayri
Suwayri (tiếng Ả Rập: صويري, cũng đánh vần Suweireh hoặc Swarey) là một ngôi làng ở miền bắc Syria nằm về phía tây bắc của Homs trong Homs. Các thị trấn gần đó bao gồm Shin ở phía tây bắc, al-Mahfurah ở phía bắc, Ghur Gharbiyah ở phía đông bắc, Qazhal ở phía đông, Khirbet Tin Nur ở phía đông nam, Khirbet al-Hamam ở phía tây, Hadidah ở phía tây và Mazinah ở phía tây. Theo Cục Thống kê Trung ương Syria, Suwayri có dân số 2.966 người trong cuộc điều tra dân số năm 2004, khiến đây trở thành địa phương lớn thứ hai trong Shin nahiyah ("cấp dưới"). Cư dân của nó chủ yếu là Alawites.